# .vg
.vg is het achtervoegsel van domeinen van de Britse Maagdeneilanden.